# Ranunculus leptaleus
Ranunculus leptaleus är en ranunkelväxtart som beskrevs av Dc.. Ranunculus leptaleus ingår i släktet ranunkler, och familjen ranunkelväxter. Inga underarter finns listade i Catalogue of Life.